# Lécithotrophie
La lécithotrophie (parfois lécitotrophie) est le fait, pour un embryon ou une larve et quelquefois un juvénile, de posséder une vésicule vitelline d'où tirer tout ou partie des nutriments nécessaires à son développement. Ladite vésicule peut éventuellement être vue comme le pendant animal de l'albumen des graines.
De nombreuses espèces animales présentent une lécithotrophie au cours de leur développement, soit totale (ovuliparité, oviparité, ovoviviparité), soit partielle (viviparité placentaire) ou successive (viviparité aplacentaire).
Chez les espèces dont les larves ou les juvéniles présentent une lécithotrophie, ce peut être un facteur favorisant la dispersion, et donc le brassage génétique. C'est aussi un facteur de survie individuel dont se sert aujourd'hui l'industrie agroalimentaire pour transporter certains juvéniles à moindre coût (voir poussin d'un jour).